# Nakamura Shikan VII
Nakamura Shikan VII (七代目 中村 芝翫, Shichidaime Nakamura Shikan) (11 mars 1928 – 10 octobre 2011) est un acteur japonais du théâtre kabuki, particulièrement connu pour ses rôles d'onnagata. Son nom véritable est Nakamura Eijirō. En 1967, Nakamura est la septième personne à adopter le nom Nakamura Shikan. En 1996, il est reconnu trésor national vivant du Japon, et en 2006 est désigné personne de mérite culturel. Nakamura est le petit-fils de Nakamura Utaemon V.